# 清水谷薫
清水谷 薫（しみすだに かおる、1934年〈昭和9年〉3月31日 - 1961年）は、日本の元女優である。実妹は宝塚歌劇団の万里弥生。

## 来歴・人物
大阪府大阪市生まれ。1952年（昭和27年）大阪府立清水谷高等学校を卒業。1954年3月に東京映画（東宝の関連）入社。出身高校から名付けた「清水谷洋子」の芸名で、「風立ちぬ」（堀辰雄原作、島耕二監督）でデビュー。「あんみつ姫」「赤いカンナの花咲けば」「忘れじの人」などに出演した。
1955年10月、大映の誘いで移籍し「清水谷薫」と改名。京都撮影所に所属し、同年の「怪盗と判官」で、市川雷蔵（遠山金四郎役）や勝新太郎（鼠小僧次郎吉役）と共演。翌年「花の渡り鳥」では、長谷川一夫演じる主人公（榛名の清太郎）の元恋人で、市川雷蔵（佐吉）の妻（おしの）役を演じた。その後東京撮影所へ移籍。「姿なき一〇八部隊」「くちづけ」「暖流」「白鷺」などに出演した。
1959年、日活へ移籍。「脅迫の影」「キャンパス110番より　学生野郎と娘たち」などに出演した。

## 須川栄三監督と結婚
映画監督の須川栄三と結婚したが、睡眠薬を服用して急死したといい、脚本家の白坂依志夫は「葬式に駆け付けると、誇大妄想癖が少しあった（劇作家の）寺山修司が、私（白坂）の横にいてささやいた。“須川の奴、モテ余して殺したんだよ。あの奥さんを”」と書いている（月刊誌シナリオ2008年6月号別冊）。

## 出演作品

### 映画
「清水谷 洋子」名 
- 風立ちぬ（1954年〈昭和29年〉5月19日公開、原作＝堀辰雄、監督＝島耕二、撮影＝三村明、音楽＝芥川也寸志）
- その後のウッカリ夫人とチャッカリ夫人（1954年8月15日、原作＝NHK連続ラジオ・ドラマ、脚本＝笠原良三、監督＝春原政久、撮影＝遠藤精一、音楽＝松井八郎）
- あんみつ姫（1954年11月10日、原作＝倉金章介の漫画、脚本＝若尾徳平・新井一、監督＝仲木繁夫、撮影＝遠藤精一、音楽＝浅井挙曄）
- 月に飛ぶ雁（1955年4月19日、原作＝NHK連続ラジオ・ドラマ、脚本＝若尾徳平、監督＝松林宗恵、撮影＝完倉泰一、音楽＝紙恭輔・早川真平）
- 赤いカンナの花咲けば（1955年8月7日、脚本＝清水信夫、監督＝小田基義、撮影＝伊藤英男、音楽＝古関裕而）
- 愛の歴史（1955年9月7日、原作＝月刊婦人誌『主婦と生活』の連載、脚本＝須崎勝弥・山本嘉次郎、監督＝山本嘉次郎、撮影＝遠藤精一、音楽＝古関裕而）
- やがて青空（1955年10月18日、原作＝北條誠、脚本＝笠原良三、監督＝小田基義、撮影＝三村明、音楽＝服部良一）
- 忘れじの人（1955年10月18日、原作＝織田作之助小説『船場の娘』、脚本＝若尾徳平、監督＝杉江敏男、撮影＝完倉泰一、音楽＝団伊玖磨）

「清水谷 薫」名 
- 怪盗と判官（1955年12月7日、脚本＝小国英雄、監督＝加戸敏、撮影＝今井ひろし）
- 花の渡り鳥（1956年1月3日、原作＝川口松太郎、脚本＝犬塚稔、監督＝田坂勝彦、撮影＝牧田行正）
- 姿なき一〇八部隊（1956年2月26日、原作＝棟田博『サイパンから来た列車』、脚本＝八木隆一郎・小林太平・須崎勝弥・長谷川公之・近江浩一、監督＝佐藤武、撮影＝古泉勝男）
- 女中さん日記（1956年5月14日、原作＝畔柳二美、脚本＝白坂依志夫、監督＝村山三男、撮影＝高橋通夫）
- 月の紘道館（1956年7月5日、原作＝富田常雄、脚本＝池上金男、監督＝木村恵吾、撮影＝秋野友宏）
- 誰かが殺される（1957年1月9日、原作＝島田一男『殺人環状線』、脚本＝星川清司、監督＝斎村和彦、撮影＝板橋重夫）
- 湖水物語（1957年5月28日、原作＝小糸のぶ月刊婦人誌『婦人生活』連載、脚本＝植草圭之助・星川清司、監督＝野村浩将、撮影＝秋野友宏）
- くちづけ（1957年7月21日、原作＝川口松太郎月刊小説誌『オール讀物』連載、脚本＝舟橋和郎、監督＝増村保造、撮影＝小原譲治）
- 暖流（1957年12月1日、原作＝岸田国士、脚本＝白坂依志夫、監督＝増村保造、撮影＝村井博）

- 母（1958年3月5日、脚本＝笠原良三、監督＝田中重雄、撮影＝高橋通夫）
- 南氏大いに惑う（1958年年5月19日、原作＝源氏鶏太、脚本＝長瀬喜伴、監督＝枝川弘、撮影＝秋野友広）
- 赤線の灯は消えず（1958年7月13日、脚本＝相良準、監督＝田中重雄、撮影＝渡辺公夫）
- 都会という港（1958年9月21日、原作＝菊田一夫、脚本＝舟橋和郎、監督＝島耕二、撮影＝小原譲治）
- 夜の素顔（1958年10月15日、脚本＝新藤兼人、監督＝吉村公三郎、撮影＝中川芳久）
- 白鷺（1958年11月29日、原作＝泉鏡花、脚本＝衣笠貞之助・相良準、監督衣笠貞之助、撮影＝渡辺公夫）
- 脅迫の影（1959年4月22日、脚本＝門雪男・阿部桂一、監督＝若杉光夫、撮影＝井上莞）
- 「キャンパス110番」より　学生野郎と娘たち（1960年2月21日、原作＝曽野綾子、脚本＝山内久、監督＝中平康、撮影＝山崎善弘）